# II. třída okresu Zlín
Okresní přebor zlínského okresu (okresní přebor II. třídy) tvoří společně s ostatními skupinami II. třídy osmou nejvyšší fotbalovou soutěž v Česku. Je řízena Okresním fotbalovým svazem Zlín. Hraje se každý rok od léta do jara se zimní přestávkou. Účastní se ji 14 týmů z okresu Zlín. Každý s každým hraje jednou na domácím hřišti a jednou na hřišti soupeře, celkem se tedy hraje 26 kol. Nejlepší tým na konci sezóny postupuje do I. B třídy Zlínského kraje.

## Vítězové
| Ročník    | Vítězný tým                                                                            |
| --------- | -------------------------------------------------------------------------------------- |
| 1960/1961 | TJ Slavoj Malenovice                                                                   |
| 1961/1962 | TJ Jiskra Otrokovice „B“                                                               |
| 1962/1963 | TJ Spartak MEZ Brumov                                                                  |
| 1963/1964 | TJ Sokol Příluky                                                                       |
| 1964/1965 | VTJ Dukla Slavičín                                                                     |
| 1965/1966 | TJ Spartak Slavičín                                                                    |
| 1966/1967 | TJ Spartak Valašské Klobouky                                                           |
| 1967/1968 | TJ Sokol Příluky                                                                       |
| 1968/1969 | TJ Sokol Vizovice                                                                      |
| 1969/1970 | TJ Sokol Tečovice                                                                      |
| 1970/1971 | TJ Sokol Prštné                                                                        |
| 1971/1972 | TJ Sokol Štípa                                                                         |
| 1972/1973 | TJ Družstevník Želechovice                                                             |
| 1973/1974 | TJ Moravan Otrokovice                                                                  |
| 1974/1975 | TJ JZD Slušovice                                                                       |
| 1975/1976 | TJ Spartak MEZ Brumov                                                                  |
| 1976/1977 | TJ Moravan Otrokovice                                                                  |
| 1977/1978 | TJ Sokol Vizovice                                                                      |
| 1978/1979 | TJ Sokol Tečovice                                                                      |
| 1979/1980 | TJ Sokol Návojná                                                                       |
| 1980/1981 | TJ Sokol Mladcová                                                                      |
| 1981/1982 | TJ Sokol Vizovice                                                                      |
| 1982/1983 | TJ Družstevník Želechovice                                                             |
| 1983/1984 | TJ Gottwaldov „C“ (sk. A) a TJ Sokol Návojná (sk. B) – postup TJ Sokol Návojná         |
| 1984/1985 | TJ Tatran Fryšták (sk. A) a TJ JZD Slušovice „B“ (sk. B) – postup TJ JZD Slušovice „B“ |
| 1985/1986 | TJ Gottwaldov „C“ (sk. A) a TJ Sokol Bylnice (sk. B) – postup TJ Gottwaldov „C“        |
| 1986/1987 | TJ Sokol Návojná                                                                       |
| 1987/1988 | TJ JZD Březůvky                                                                        |
| 1988/1989 | TJ Sokol Trnava                                                                        |
| 1989/1990 | TJ Moravan Otrokovice                                                                  |
| 1990/1991 | ...                                                                                    |
| 1991/1992 | SKP Zlín                                                                               |
| 1992/1993 | FK Mladcová                                                                            |
| 1993/1994 | FK Štípa                                                                               |
| 1994–2002 | ...                                                                                    |
| 2002/2003 | 1. SK Metropol Podkopná Lhota                                                          |
| 2003/2004 | TJ Nedašov                                                                             |
| 2004/2005 | SK Louky                                                                               |
| 2005/2006 | FC Viktoria Otrokovice „B“                                                             |
| 2006/2007 | TJ Spartak Valašské Klobouky                                                           |
| 2007/2008 | FC TVD Slavičín „B“                                                                    |
| 2008/2009 | SK Vizovice                                                                            |
| 2009/2010 | SK Březnice                                                                            |
| 2010/2011 | TJ Sokol Tečovice                                                                      |
| 2011/2012 | SK Jaroslavice                                                                         |
| 2012/2013 | TJ Sokol Sehradice                                                                     |
| 2013/2014 | SK Tlumačov                                                                            |
| 2014/2015 | TJ Sokol Nevšová                                                                       |
| 2015/2016 | TJ Ludkovice                                                                           |
| 2016/2017 | SK Březnice                                                                            |
| 2017/2018 | FK Luhačovice „B“                                                                      |
| 2018/2019 | FC Kostelec                                                                            |
| 2019/2020 | TJ Sokol Velký Ořechov                                                                 |
| 2020/2021 |                                                                                        |